# بوبیرکا
بوبیرکا (به اسپانیایی: Bubierca) یک دهستان در اسپانیا است که در استان ساراگوسا واقع شده‌است. بوبیرکا ۲۹ کیلومتر مربع مساحت و ۹۲ نفر جمعیت دارد.